# Parque Nacional de Aparados da Serra
O Parque Nacional de Aparados da Serra é uma unidade de conservação brasileira de proteção integral da natureza localizada na serra Geral, encampando os desfiladeiros na divisa natural entre os estados do Rio Grande do Sul e de Santa Catarina.

## História
A unidade foi criada através do Decreto  Nº 47.446, de 17 de dezembro de 1959, com uma área estimada de 13 000 ha (130 km²). O Decreto Nº 70.296, emitido em 17 de março de 1972, alterou os artigos 1º e 2º do Decreto Nº 47.446, reduzindo a sua área estimada para 10 250 ha (102,5 km²), em consequência de uma revisão dos limites. O parque tem como objetivo básico a preservação dos ecossistemas da Mata Atlântica, das florestas de araucária e do pampa gaúcho, de grande beleza cênica, possibilitando desta maneira a realização de pesquisas científicas e o desenvolvimento de atividades de educação e interpretação ambiental, de recreação em contato com a natureza e de turismo ecológico.
A administração da unidade cabe atualmente ao Instituto Chico Mendes de Conservação da Biodiversidade (ICMBio), com plano de manejo aprovado pela Portaria nº 46/04N, de 30 de abril de 2004, e conselho gestor, criado por Portaria Nº 115/2011, de 27 de dezembro de 2011. O parque é o único na região sul do Brasil a participar do Programa de Turismo nos Parques.

## Caracterização da área
Inserido na região natural denominada comumente de Aparados da Serra, o parque tem 13 141,05 ha de área e perímetro de 63,00 km, fazendo fronteira tanto ao sul quanto ao norte ao Parque Nacional da Serra Geral, que também é administrado pelo ICMBio. Juntos, os dois parques abrangem uma área de aproximadamente 30 443,01 ha. 
O clima é temperado, com temperatura média anual de 16°C, sendo que o mês mais quente é janeiro e os mais frios são junho e julho. A precipitação acumulada anual média varia entre 1500 e 2250mm.

### Relevo

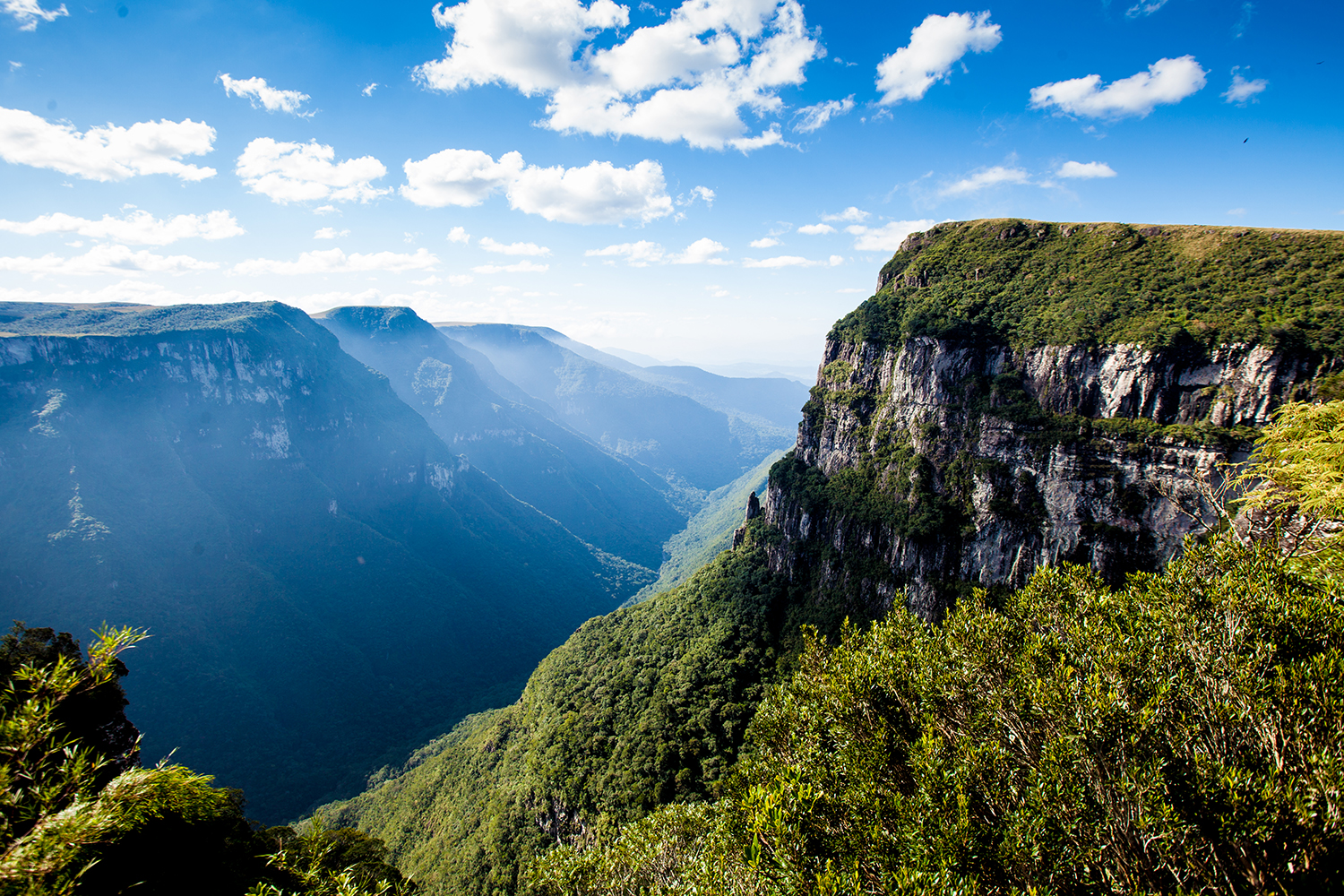
Cânion Fortaleza

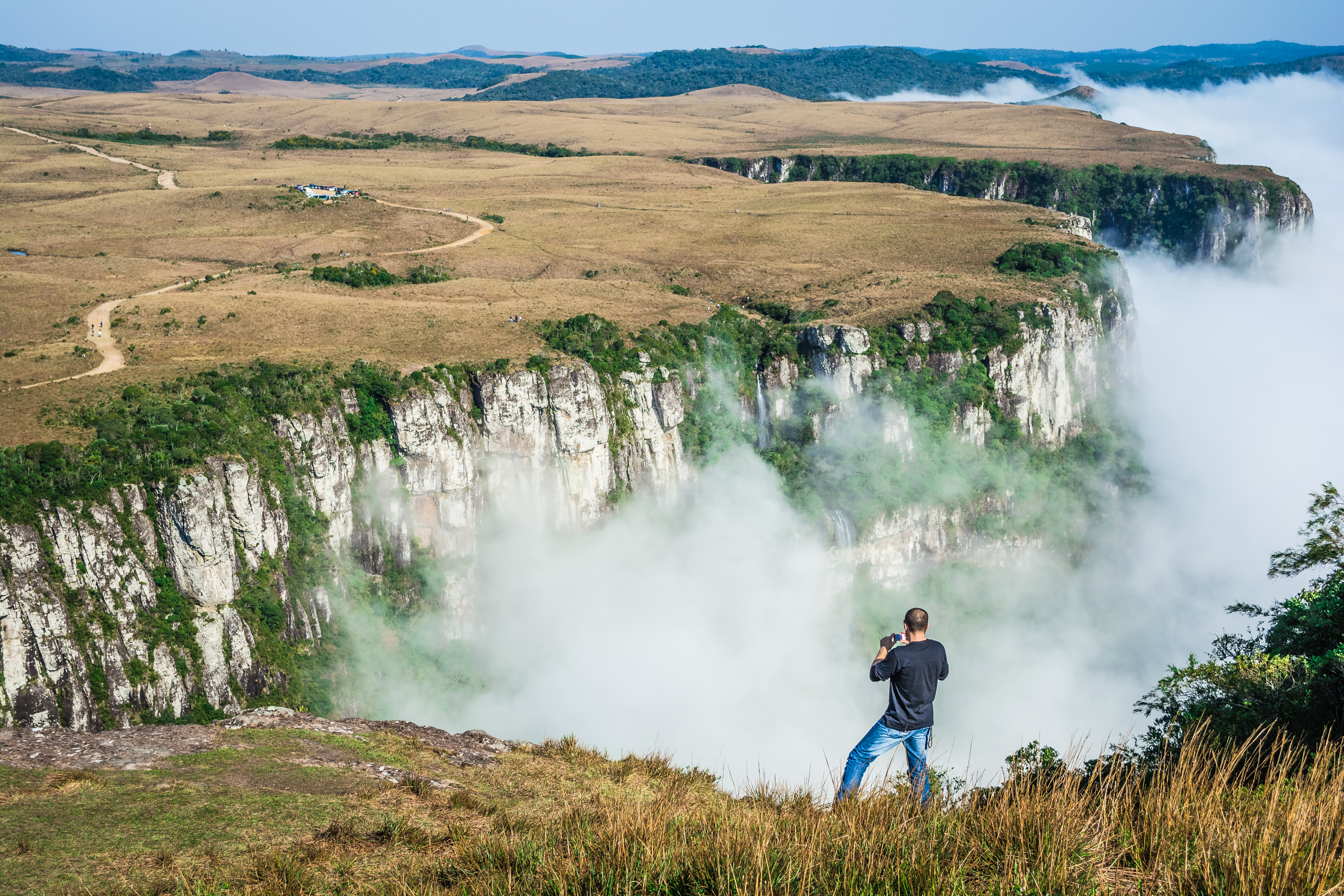
Cânion Fortaleza

O relevo da região é bastante particular, sendo caracterizado principalmente por desfiladeiros com paredões verticais de até 700 m de altura, onde abruptamente terminam os campos suavemente ondulados do planalto, como se estes tivessem sido "aparados".
O Itaimbezinho é um cânion brasileiro, situado no parque, na divisa dos estados do Rio Grande do Sul e Santa Catarina, Brasil. A parte superior do planalto está localizada no estado do Rio Grande do Sul, sendo que as bordas do cânion são a divisa com o estado Santa Catarina, sendo que os paredões, a Cachoeira das Andorinhas, a Cascata Véu de Noiva e o fundo do vale, onde está localizado o rio do Boi, estão em território catarinense.
O desfiladeiro Itaimbezinho tem uma extensão de 5.800 m e 600 a 2.000 m de largura. Tem quase sempre 600 m de profundidade, chegando a 750 m em seu ponto máximo, sendo percorrido pelo arroio Perdizes.
O Desfiladeiro Fortaleza situa-se também no parque, no limite dos municípios de Cambará do Sul, no estado do Rio Grande do Sul e  Jacinto Machado, no estado de Santa Catarina. Na parte superior do planalto está o estado do Rio Grande do Sul, onde as bordas fazem a divisa estadual de SC e RS, sendo que os paredões e o fundo do vale estão no estado de Santa Catarina.

### Geologia
A geologia do Parque Nacional de Aparados da Serra é dominada pela presença de rochas vulcânicas da Grande Província Ígnea Paraná-Etendeka, que são localmente agrupadas no Grupo Serra Geral, uma unidade geológica anteriormente conhecida como Formação Serra Geral. Este grupo geológico é dividido em quatro formações de lava, nomeadamente Torres, Vale do Sol, Palmas e Esmeralda. Outras formações rochosas na área incluem rochas sedimentares da Bacia do Paraná, com destaque para os arenitos eólicos da Formação Botucatu.
Do ponto de vista geomorfológico, o Parque Nacional de Aparados da Serra pode ser classificado como uma escarpa continental, apresentando um planalto elevado e a presença de vales fluviais profundamente incisados. Devido à elevada resistência mecânica dessas rochas, que incluem lavas de aspecto maciço e vesicular, as taxas de erosão no Parque Nacional de Aparados da Serra são extremamente baixas, variando entre 6 m/miilhões de anos no planalto até 50 m/miilhões de anos na escarpa.

### Fauna e flora

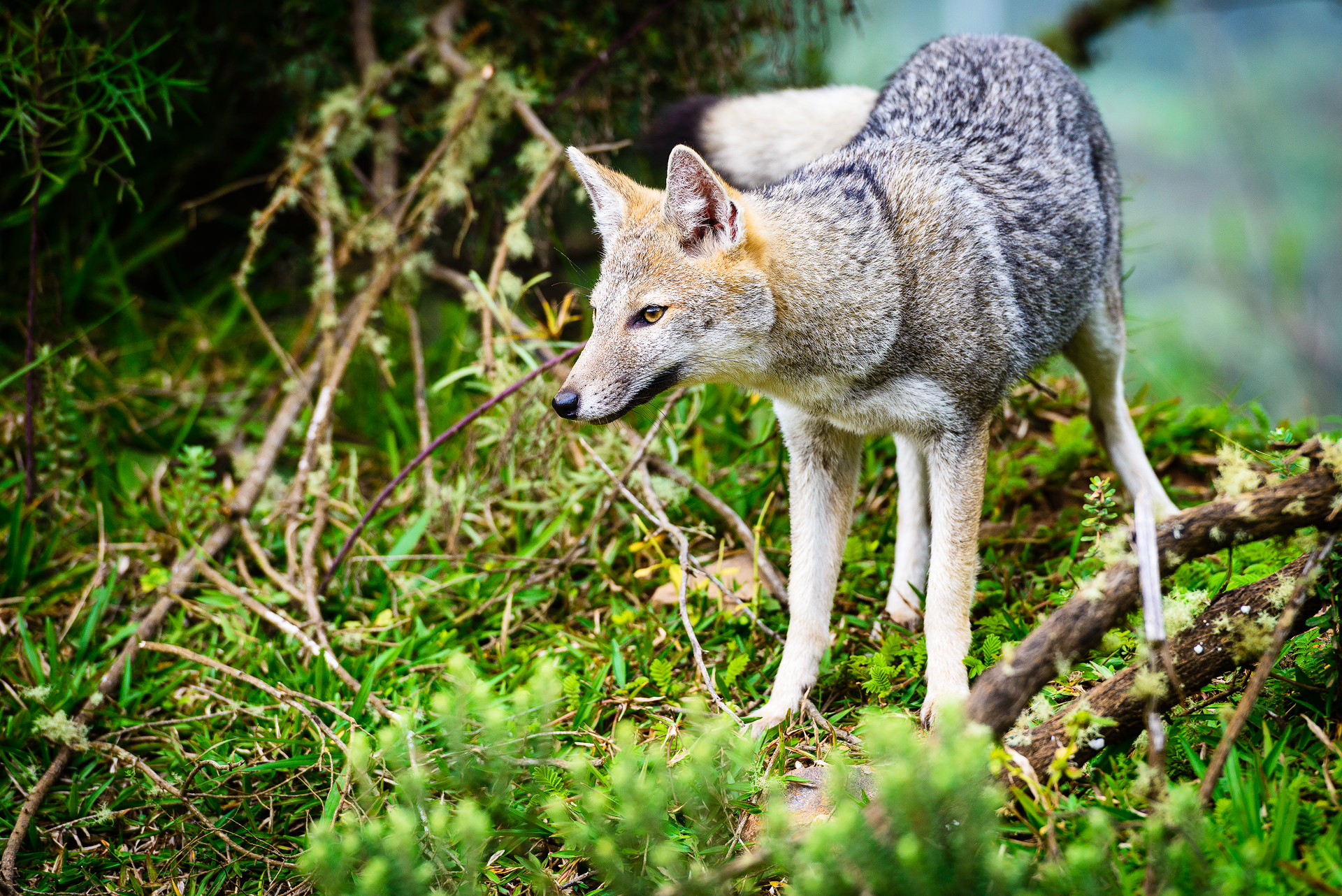
Graxaim-do-campo (Lycalopex gymnocercus) no parque.

A área do parque engloba uma região na qual estão presentes os biomas da mata atlântica, das florestas de araucária e do pampa gaúcho, com campos e penhascos. O parque protege diversas espécies animais, como papagaios-de-peito-roxo (Amazona vinacea), lobos-guará (Chrysocyon brachyurus), jaguatiricas (Leopardus pardalis), guaxinims (Procyon lotor) e até mesmo do leão-baio (Felis concolor).

## Turismo

### Localização e acesso

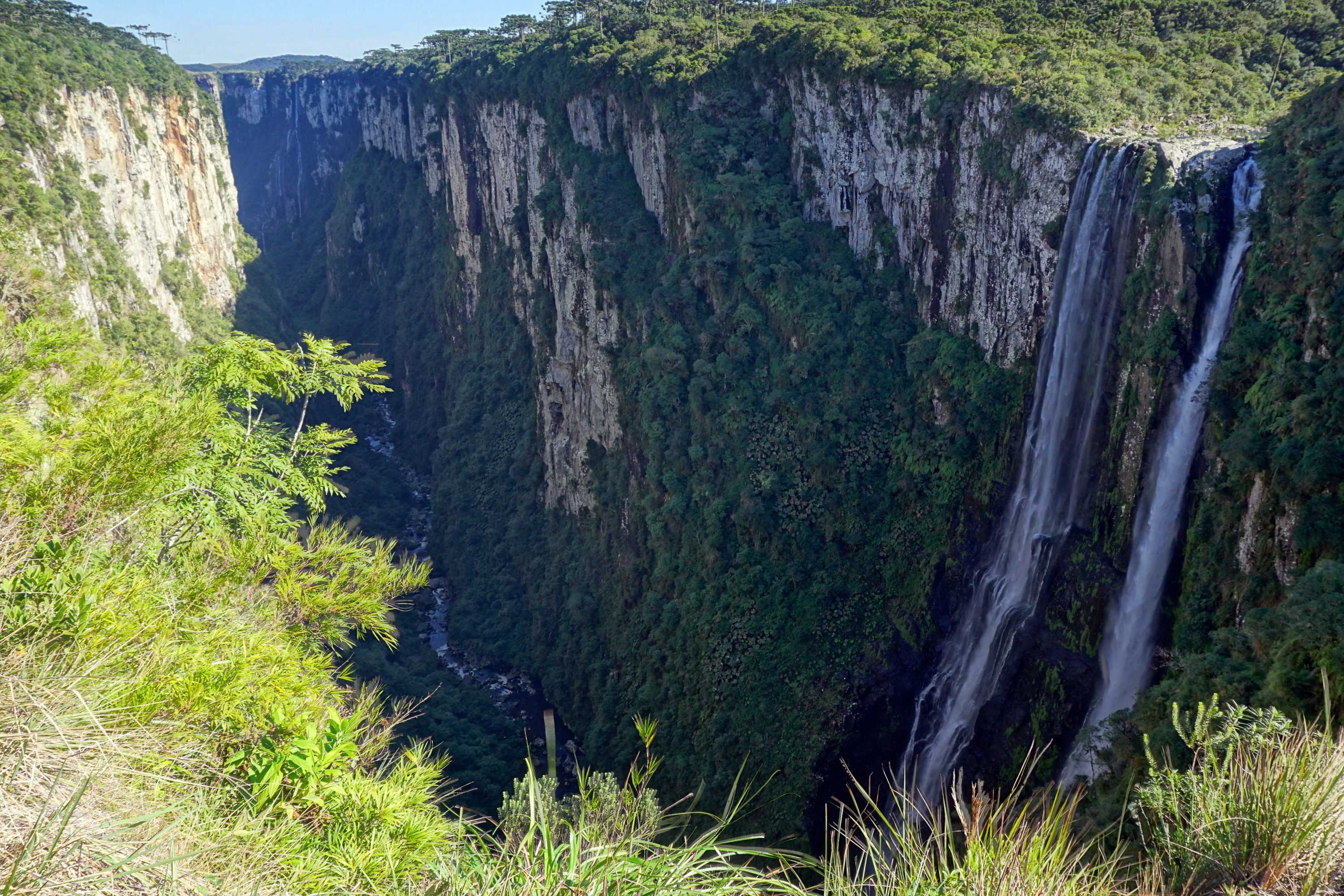
Cachoeira Véu da Noiva.

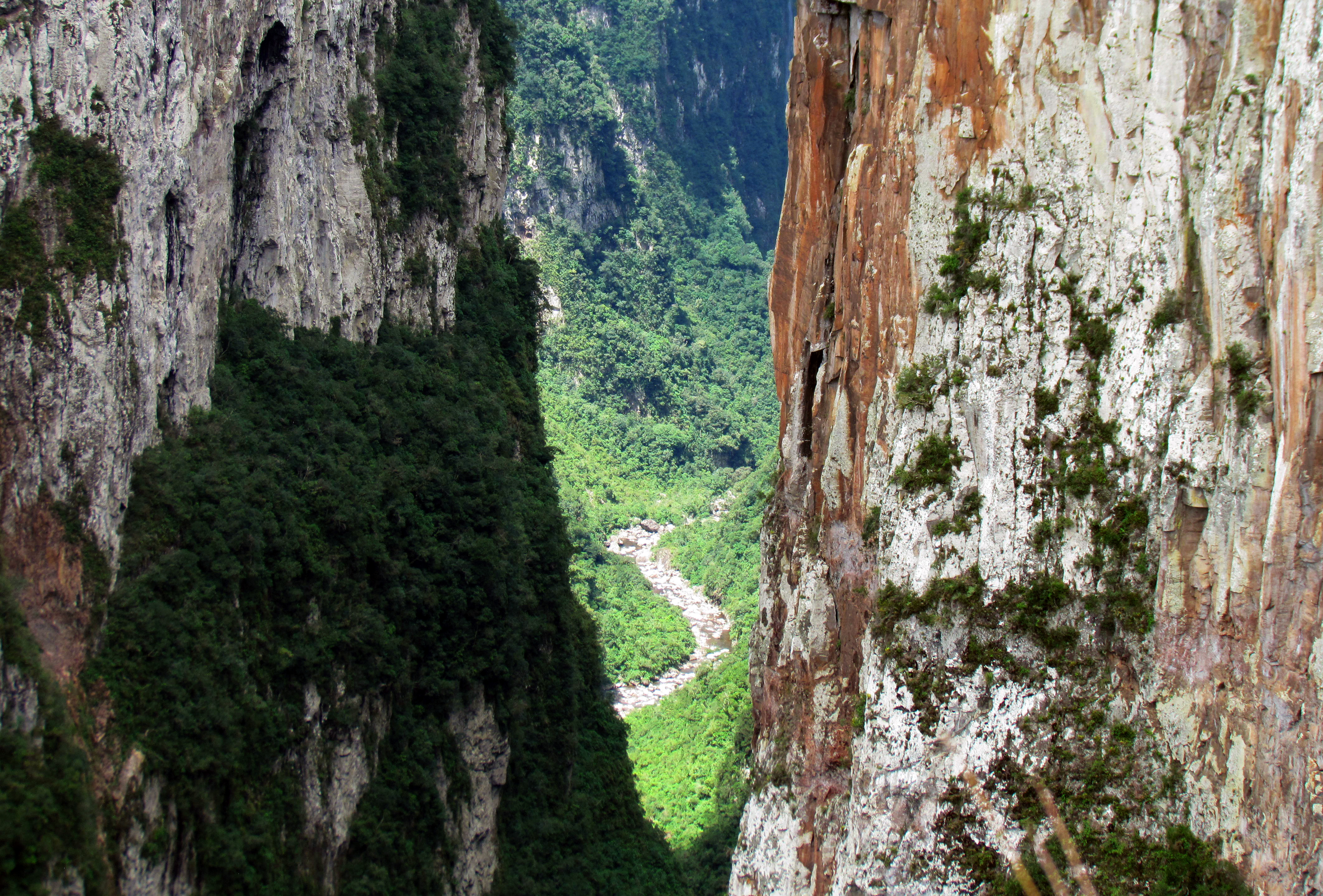
Curvas sinuosas e paredões de formação em basalto do Cânion do Itaimbezinho e ao fundo o Rio do Boi.

Está localizado na região nordeste do estado do Rio Grande do Sul, na divisa com o extremo sul do estado de Santa Catarina, na borda da na formação Geológica serra Geral. 
O acesso ao parque dá-se tanto através da rodovia RS-020 como da rodovia BR-101, passando por Praia Grande (SC) via serra do Faxinal. As cidades mais próximas à unidade são Cambará do Sul e Praia Grande. Cambara do Sul fica a cerca de 190 km de distância da capital gaúcha, Porto Alegre, enquanto Praia Grande está a 294 km da capital catarinense, Florianópolis.  A entrada no parque é feita nos Postos de Informações e Controle, que ficam em Praia Grande e Cambará do Sul.

### Atrações
A principal atração do parque é o famoso e impressionante Cânion do Itaimbezinho (do Tupi-Guarani Ita [pedra] e Aí'be [afiado]). Com uma extensão de 5,8 km, largura máxima de 600 m e altura máxima de cerca de 720 m, o desfiladeiro é percorrido pelo arroio Perdizes. No parque existem três trilhas abertas ao público. As trilhas do Vértice e do Cotovelo são, junto do Cânion do Itaimbezinho, as principais atrações do parque. A Trilha do Rio do Boi permite acessar o interior do cânion.

### Visitação
O parque é aberto à visitação, com entrada permitida até às 14 horas e permanência até as 18 horas. Durante a vigência do horário de verão, a entrada e a permanência na área estratégica Fortaleza e nas trilhas Borda do Fortaleza, Mirante e Pedra do Segredo, são permitidas, respectivamente, até as 15 e até as 21 horas. A visibilidade dos cânions, no verão, principalmente no período vespertino, pode ser dificultada pelo fenômeno da viração. É proibido pernoitar e/ou acampar no interior do parque. Uma taxa de visitação é cobrada de cada visitante.

## Geoparque
O geoparque Caminhos dos Cânions do Sul fica em grande parte no Parque Nacional de Aparados da Serra. É um geoparque reconhecido pela Unesco, cujos principais geossítios são:
1. Furnas de Sombrio - Sombrio (SC)
2. Morro Três Marias - Turvo (SC)
3. Morro Pelado - Turvo (SC)
4. Furnas Índios Xocleng - Jacinto Machado (RS)
5. Morro Carasal - Jacinto Machado (RS)
6. Morro dos Conventos - Araranguá (SC)
7. Cânion da Pedra - Jacinto Machado (RS)
8. Morro da Moça - Jacinto Machado (RS)
9. Dunas Balneário - Balneário Gaivota (SC)
10. Parque da Guarita - Torres (RS)
11. Pedra Branca - Praia Grande (SC)
12. Cânion Fortaleza - Cambará do Sul (RS)
13. Cânion Itaimbezinho - Cambará do Sul (RS) e Praia Grande (SC)
14. Desnível dos Rios - São José dos Ausentes (SC)
15. Cânion Monte Negro - São José dos Ausentes (SC)
16. Mirante Timbé do Sul - Timbé do Sul (SC)
17. Pedra do Segredo - Cambará do Sul (RS)
18. Cânion Malacara - Cambará do Sul (RS)
19. Mirante da Lagoa do Sombrio - Sombrio (SC)
20. Ácidas de Cambará - Cambará do Sul (RS)